# 萧玮
萧玮，是成立于1994年的摇滚乐队“麦田守望者”主唱。多年来致力于音乐创作，同时涉足环保领域。2010年自导环保纪录片《大象进行时》，旨在讲述亚洲象的生存危机，此片获得第三届“中国·雅安国际熊猫·动物与自然电影节”观众最喜爱的“最佳教育价值影片奖”。

## 簡歷
1996年，“麦田守望者”乐队正式签约红星生产社。1998年6月，乐队推出首张专辑《麦田守望者》，制作人为张亚东，由红星生产社出品，北京京文音像公司发行。
2000年1月，第二张专辑《Save as》出版发行。2006年，太合麦田旗下乐队“麦田守望者”成军十年的第三张原创专辑《我们的世界》正式上市，身为设计师的主唱萧玮亲自为这张专辑设计的封面及内页。
《大象进行时》：这是首部由音乐人执导的动物与自然题材的纪录片。本片从策划、编剧、拍摄至后期成片，均由萧玮一人独立完成；本片获得第三届“中国·雅安国际熊猫·动物与自然电影节”观众最喜爱的“最佳教育价值影片奖”。同时专题片《森林守望者》也获本届电影节“绿色希望影片”提名。

## 作品

### 专辑
- 《麦田守望者》
- 《Save As...》
- 《我们的世界》

### 精选集
- 《所有你想要的》

### 单曲
- 《绿野仙踪》
- 《在路上》
- 《电子祝福》
- 《OK?!》
- 《The Perfect Day》（数字发行）
- 《Super Star》
- 《一意孤行》
- 《所有你想要的》
- 《Green》
- 《In My Life》
- 《大孩子》
- 《一个人的奔跑》

## 荣誉
- 中国金唱片奖摇滚专辑奖
- 东方风云榜年度最佳乐队
- 音乐风云榜年度最佳摇滚单曲
- 滚石杂志中文版年度十大唱片
- 中国原创音乐流行榜年度最佳乐队
- 中国歌曲排行榜年度最受欢迎乐队奖
- 香港叱咤乐坛流行榜叱咤乐坛乐队组合十强
- 中国流行歌曲榜年度最佳乐队

## 影像作品
- 南极之行（暂定名）（已经拍摄完成，正在制作中）
- 《倾听天堂雨林》“绿色和平”组织专题片，收录于《所有你想要的CD+DVD》专辑中
- 《自由》MV与著名野生动物摄影家奚志农跨界合作

## 外部連結
- “麦田守望者”坚持环保 萧玮拍摄环保纪录片 （页面存档备份，存于）